# Erwin Bauer
Erwin Bauer (Stuttgart, 17 juli 1912 – Keulen, 3 juni 1958) was een Duits Formule 1-coureur. Hij reed 1 race; de Grand Prix van Duitsland in 1953 voor het team Veritas.